# Emily Cherotich Tuei
Emily Cherotich Tuei est une athlète kényane spécialiste du demi-fond, née le 13 mai 1986 à Kericho.

## Carrière
Emily Cherotich remporte la médaille de bronze du 800 mètres lors des Championnats d'Afrique 2016 de Durban, derrière la Sud-africaine Caster Semenya et la Marocaine Malika Akkaoui.

## Palmarès
| Date | Compétition            | Lieu       | Résultat | Épreuve | Temps         |
| ---- | ---------------------- | ---------- | -------- | ------- | ------------- |
| 2016 | Championnats d'Afrique | Durban     | 3e       | 800 m   | 2 min 00 s 70 |
| 2018 | Jeux du Commonwealth   | Gold Coast | 7e       | 800 m   | 2 min 01 s 74 |

## Records
| Épreuve | Épreuve   | Temps         | Lieu      | Date           |
| ------- | --------- | ------------- | --------- | -------------- |
| 800 m   | Plein air | 1 min 58 s 04 | Nancy     | 27 juin 2018   |
| 800 m   | Salle     | 2 min 02 s 39 | Reykjavík | 3 février 2018 |